# Imiti ikula
Pour plus de détails, voir Fiche technique et Distribution.
Imiti ikula est un court métrage documentaire namibio-zambien réalisé par Sampa Kangwa et Simon Wilkie et sorti en 2000. C'est l'un des premiers films zambiens produits après la décolonisation à avoir connu une diffusion internationale.

## Synopsis
Le documentaire est consacré à la vie des jeunes dans les rues de Lusaka, la capitale de la Zambie, en l'an 2000.

## Fiche technique
- Titre : Imiti Ikula
- Réalisation : Sampa Kangwa et Simon Wilkie
- Studio de production : Mubasen Film and Video
- Pays :  Namibie,  Zambie
- Langue : bemba, nyanja
- Format : couleur
- Durée : 26 minutes
- Date de sortie : 2000

## Diffusion
Le film est projeté au Festival IDFA aux Pays-Bas en 2001 et au Festival du documentaire de Thessalonique, en Grèce, en 2002. Il connaît également des diffusions télévisées aux Pays-Bas et au Danemark en 2001.